# Cục Quản lý và Xây dựng công trình thủy lợi (Việt Nam)
Cục Quản lý và Xây dựng công trình thủy lợi là cơ quan trực thuộc Bộ Nông nghiệp và Môi trường, thực hiện chức năng tham mưu, giúp Bộ trưởng Bộ Nông nghiệp và Môi trường quản lý nhà nước và tổ chức thực thi pháp luật về thủy lợi, quản lý và xây dựng công trình thủy lợi bảo đảm an ninh nguồn nước và an toàn đập, hồ chứa nước, nước sạch nông thôn trong phạm vi cả nước.

## Nhiệm vụ và quyền hạn
Theo Điều 2, Quyết định số 515/QĐ-BNN-TCCB ngày 10/2/2023 của Bộ trưởng Bộ Nông nghiệp và Phát triển nông thôn, Cục Thủy lợi có các nhiệm vụ, quyền hạn trong các lĩnh vực chính:
1. Trình Bộ trưởng Bộ Nông nghiệp và Phát triển nông thôn để trình Chính phủ, Thủ tướng Chính phủ:
a) Dự án luật, dự thảo nghị quyết của Quốc hội, dự án pháp lệnh, dự thảo nghị quyết của Ủy ban thường vụ Quốc hội; dự thảo nghị định, nghị quyết của Chính phủ; dự thảo quyết định, chỉ thị của Thủ tướng Chính phủ và các văn bản pháp luật khác về thủy lợi, bảo đảm an ninh nguồn nước và an toàn đập, hồ chứa nước, nước sạch nông thôn;
b) Chiến lược, quy hoạch, kế hoạch phát triển dài hạn, trung hạn, hàng năm, cơ chế, chính sách và các chương trình, dự án, đề án và công trình quan trọng quốc gia về thủy lợi, bảo đảm an ninh nguồn nước và an toàn đập, hồ chứa nước, nước sạch nông thôn.
2. Tổ chức xây dựng quy chuẩn kỹ thuật quốc gia, tiêu chuẩn, định mức kinh tế - kỹ thuật; tiêu chuẩn quốc gia về quản lý chuyên ngành, lĩnh vực thuộc phạm vi quản lý nhà nước của Cục theo phân công của Bộ trưởng và quy định của pháp luật; hướng dẫn, kiểm tra việc thực hiện sau khi được cấp có thẩm quyền ban hành.
3. Ban hành các văn bản cá biệt và hướng dẫn chuyên môn, nghiệp vụ thuộc phạm vi quản lý của Cục.
4. Hướng dẫn, kiểm tra và tổ chức thực hiện các văn bản quy phạm pháp luật, cơ chế, chính sách, chiến lược, quy hoạch, kế hoạch, chương trình, dự án, đề án; tổ chức tuyên truyền, phổ biến, giáo dục pháp luật về các lĩnh vực thuộc phạm vi quản lý của Cục.
5. Về quy hoạch và điều tra cơ bản:
a) Đề xuất danh mục lập quy hoạch thủy lợi, điều tra cơ bản thủy lợi, nước sạch nông thôn, an ninh nguồn nước và an toàn đập, hồ chứa nước;
b) Tổ chức lập nhiệm vụ quy hoạch; quản lý và tổ chức thực hiện nhiệm vụ quy hoạch thủy lợi, nội dung quy hoạch thủy lợi trong quy hoạch phòng chống thiên tai và thủy lợi, điều tra cơ bản thủy lợi, nước sạch nông thôn, an ninh nguồn nước và an toàn đập, hồ chứa nước;
c) Thực hiện các nhiệm vụ quản lý nhà nước về quy hoạch thủy lợi; điều tra cơ bản thủy lợi, nước sạch nông thôn, an ninh nguồn nước và an toàn đập, hồ chứa nước theo quy định của pháp luật;
d) Chủ trì, phối hợp với các cơ quan liên quan tổ chức lập, rà soát, điều chỉnh quy hoạch thủy lợi, quy hoạch phòng chống thiên tai và thủy lợi.
6. Về tưới, tiêu và công trình thủy lợi:
a) Trình Bộ trưởng:
Quy trình vận hành công trình thủy lợi, hệ thống công trình thủy lợi thuộc phạm vi quản lý của Bộ; Quy định về phân cấp quản lý, khai thác công trình thủy lợi; định mức kinh tế - kỹ thuật trong quản lý, khai thác công trình thủy lợi; báo cáo tổng hợp về nhiệm vụ, số lượng, chất lượng sản phẩm, dịch vụ công ích thủy lợi, đề xuất Bộ Tài chính cấp đủ kinh phí hỗ trợ cung cấp sản phẩm, dịch vụ công ích thủy lợi đối với công trình thủy lợi, hệ thống công trình thủy lợi thuộc phạm vi quản lý của Bộ.
Phương án, kế hoạch tổ chức quản lý, khai thác công trình thủy lợi phục vụ đa mục tiêu, đa giá trị, nâng cao hiệu quả sử dụng nước và khai thác kết cấu hạ tầng thủy lợi, bảo đảm an ninh nguồn nước và phát triển kinh tế - xã hội; phương án bảo vệ công trình thủy lợi; biện pháp bảo đảm an toàn và xử lý sự cố đối với các công trình thủy lợi do Bộ quản lý;
Phương án, kế hoạch hiện đại hóa quan trắc, dự báo khí tượng thủy văn chuyên dùng quản lý, vận hành hệ thống công trình thủy lợi; phương án thực hiện chính sách xã hội hóa, hoạt động đầu tư theo phương thức đối tác công tư trong quản lý, khai thác, vận hành công trình thủy lợi;
Phương án, giải pháp tích trữ, điều hòa, chuyển, phân phối nguồn nước, cấp nước, tưới, tiêu, thoát nước phục vụ sản xuất nông nghiệp, dân sinh; tổng hợp nhu cầu, đề xuất hỗ trợ kinh phí phòng, chống, khắc phục hạn hán, thiếu nước, xâm nhập mặn, ngập lụt, úng trong phạm vi cả nước;
Phương án kiện toàn tổ chức quản lý, khai thác thủy lợi vùng, quốc gia; phương án đổi mới và nâng cao hiệu quả hoạt động của các mô hình tổ chức quản lý thủy lợi;
Kế hoạch, phương án điều tiết nước hồ chứa thủy điện phục vụ sản xuất, dân sinh trong trường hợp nguy cơ xảy ra hạn hán, thiếu nước, xâm nhập mặn;
Kế hoạch thực hiện chính sách giá sản phẩm, dịch vụ thủy lợi theo hướng đa mục tiêu, đa giá trị, phù hợp với đặc thù vùng, miền; chính sách quản lý, phương thức cung ứng sản phẩm, dịch vụ thủy lợi để tăng nguồn thu, đảm bảo tính đúng, tính đủ các chi phí, khai thác hiệu quả kết cấu hạ tầng kỹ thuật thủy lợi.
b) Hướng dẫn, kiểm tra việc xây dựng và thực hiện quy trình vận hành công trình thủy lợi, hệ thống công trình thủy lợi, phương án, phạm vi bảo vệ công trình thủy lợi và kiến nghị xử lý vi phạm theo quy định của pháp luật;
c) Hướng dẫn, kiểm tra việc thực hiện quy trình kỹ thuật, chính sách tưới, tiêu; quản lý tưới, tiêu, quản lý, khai thác công trình thủy lợi;
d) Hướng dẫn, kiểm tra việc thực hiện phòng, chống, khắc phục hậu quả hạn hán, thiếu nước, xâm nhập mặn, sa mạc hóa, ngập lụt, úng;
đ) Tổ chức thu thập, tổng hợp, giám sát, dự báo nguồn nước, hạn hán, thiếu nước, xâm nhập mặn, ngập lụt, úng, diễn biến bồi lắng, xói lở công trình thủy lợi, số lượng, chất lượng nước; khảo sát, đánh giá, kiểm kê nguồn nước và xây dựng kế hoạch sử dụng nước phục vụ sản xuất, dân sinh; thiệt hại do ảnh hưởng của hạn hán, thiếu nước, xâm nhập mặn, ngập lụt, úng đến sản xuất nông nghiệp;
e) Hướng dẫn, kiểm tra việc khai thác tổng hợp công trình thủy lợi, sử dụng an toàn, tiết kiệm, hiệu quả nguồn nước trong hệ thống công trình thủy lợi;
g) Chỉ đạo, tổ chức đánh giá công tác quản lý, khai thác công trình thủy lợi theo định kỳ 5 năm hoặc đột xuất, kiến nghị việc bảo trì, nâng cấp, đầu tư xây dựng, hiện đại hóa công trình và nâng cao hiệu quả quản lý, khai thác công trình thủy lợi;
h) Hướng dẫn, xây dựng kế hoạch và tổ chức kiểm tra việc thực hiện các quy định về xả nước thải vào công trình thủy lợi; phối hợp với địa phương và các cơ quan liên quan xử lý vi phạm quy định về xả nước thải vào công trình thủy lợi;
i) Hướng dẫn, kiểm tra, rà soát, hoàn thiện hệ thống chính sách về phát triển thủy lợi nhỏ, thủy lợi nội đồng; thành lập, củng cố, kiện toàn, nâng cao hiệu quả hoạt động bền vững của tổ chức thủy lợi cơ sở theo hướng đa mục tiêu; xây dựng, tuyên truyền, phổ biến các tài liệu kỹ thuật, hỗ trợ các địa phương thực hiện chính sách hỗ trợ phát triển thủy lợi nhỏ, thủy lợi nội đồng và tưới tiên tiến, tiết kiệm nước phù hợp với đặc thù vùng, miền và điều kiện kinh tế - xã hội;
k) Hướng dẫn, kiểm tra, tổ chức thực hiện áp dụng công nghệ tưới tiên tiến, tiết kiệm nước, hệ thống tưới, tiêu tiên tiến, hiện đại;
l) Hướng dẫn, kiểm tra việc thực hiện nhiệm vụ cung cấp sản phẩm, dịch vụ công ích đối với các công trình thủy lợi, hệ thống công trình thủy lợi thuộc phạm vi quản lý của Bộ.
7. Về quản lý các tổ chức khai thác công trình thủy lợi thuộc Bộ:
a) Trình Bộ trưởng:
Quyết định về phân cấp quản lý, khai thác công trình thủy lợi; phương án quản lý, khai thác đa mục tiêu; định mức quản lý, khai thác và bảo vệ công trình thủy lợi; phân cấp thẩm định, phê duyệt các nhiệm vụ bảo trì đối với đơn vị khai thác công trình thủy lợi do Bộ quản lý;
Quyết định giá cụ thể sản phẩm, dịch vụ thủy lợi; kế hoạch bảo trì tài sản kết cấu hạ tầng thủy lợi của các đơn vị khai thác công trình thủy lợi do Bộ quản lý;
Quyết định theo thẩm quyền hoặc trình cấp có thẩm quyền quyết định giao tài sản kết cấu hạ tầng thủy lợi cho các đơn vị khai thác công trình thủy lợi trực thuộc Bộ đối với tài sản thuộc phạm vi quản lý của Bộ Nông nghiệp và Phát triển nông thôn;
Quyết định ban hành quy trình đặt hàng, đấu thầu cung cấp sản phẩm, dịch vụ công ích thủy lợi đối với đơn vị khai thác công trình thủy lợi do Bộ quản lý;
b) Lựa chọn, ký kết hợp đồng đặt hàng; nghiệm thu sản phẩm, dịch vụ công ích thủy lợi; quyết toán kinh phí hợp đồng đặt hàng sản xuất, cung ứng sản phẩm, dịch vụ công ích thủy lợi đối với các đơn vị khai thác công trình thủy lợi trực thuộc Bộ;
c) Hướng dẫn, kiểm tra việc thực hiện nhiệm vụ sản xuất, cung ứng sản phẩm, dịch vụ thủy lợi đối với các công trình thủy lợi, hệ thống công trình thủy lợi thuộc phạm vi quản lý của Bộ.
8. Về an toàn đập, hồ chứa nước:
a) Trình Bộ trưởng:
Quy trình vận hành hồ chứa nước; phương án bảo vệ; kế hoạch bảo trì, đề cương, kết quả kiểm định; quyết định kiểm định đột xuất đập, hồ chứa nước do Bộ quản lý;
Dự thảo báo cáo Thủ tướng Chính phủ về hiện trạng an toàn đập, hồ chứa nước thủy lợi theo quy định; đề xuất hỗ trợ kinh phí thực hiện các nội dung về quản lý an toàn đập, hồ chứa nước thủy lợi từ ngân sách Trung ương cho các địa phương;
Chủ trương đầu tư dự án bảo trì, khắc phục sự cố, nâng cấp, hiện đại hóa đập, hồ chứa nước thủy lợi theo phân công của Bộ trưởng;
b) Hướng dẫn, kiểm tra, đánh giá công tác thực hiện các quy định của pháp luật về quản lý an toàn đập, hồ chứa nước thủy lợi; tổng hợp báo cáo hiện trạng và đề xuất giải pháp bảo đảm an toàn đập, hồ chứa nước thủy lợi theo quy định; hướng dẫn, kiểm tra công tác lập, thực hiện phương án ứng phó với tình huống khẩn cấp, xây dựng kế hoạch khai thác tổng hợp đa mục tiêu phát triển kinh tế xã hội các đập, hồ chứa nước thủy lợi;
c) Hướng dẫn, kiểm tra công tác đánh giá an toàn đập, bảo trì, khắc phục sự cố, nâng cấp bảo đảm an toàn đập, hồ chứa nước thủy lợi, đánh giá nhiệm vụ và công năng các hồ chứa nước, nâng cao năng lực phòng và cắt lũ; đánh giá an toàn đập, hồ chứa nước thủy lợi, bảo trì, khắc phục sự cố, nâng cấp, hiện đại hóa đập, hồ chứa nước do Bộ quản lý;
d) Hướng dẫn, kiểm tra quan trắc, dự báo, cảnh báo khí tượng, thủy văn chuyên dùng phục vụ chỉ đạo, vận hành hồ chứa nước thủy lợi; tham mưu việc thực hiện quan trắc, dự báo, cảnh báo khí tượng, thủy văn chuyên dùng phục vụ chỉ đạo, vận hành đập, hồ chứa nước do Bộ quản lý.
9. Về nước sạch nông thôn:
a) Trình Bộ trưởng chủ trương, kế hoạch thực hiện các chương trình, đề án, dự án cấp nước sạch, thoát nước thải và xử lý nước thải nông thôn; cơ chế, chính sách về công tác quản lý khai thác, bảo vệ công trình cấp nước nông thôn; chính sách xã hội hóa và phát triển dịch vụ cấp nước sạch nông thôn;
b) Hướng dẫn, kiểm tra về điều tra cơ bản, phương án phát triển mạng lưới cấp nước sạch nông thôn, kế hoạch, chương trình, đề án, dự án, chính sách, pháp luật về nước sạch nông thôn;
c) Hướng dẫn, kiểm tra và tổng hợp kết quả thực hiện phòng, chống, khắc phục hậu quả và hỗ trợ khẩn cấp về nước sạch nông thôn khi xảy ra hạn hán, thiếu nước, xâm nhập mặn, lũ, ngập lụt, úng;
d) Hướng dẫn, kiểm tra việc đầu tư, xây dựng, quản lý, khai thác, bảo vệ công trình cấp nước sạch, thoát nước thải và xử lý nước thải nông thôn và việc thực hiện cấp nước an toàn khu vực nông thôn;
đ) Tham gia đề xuất phương án, điều chỉnh phương án phát triển mạng lưới cấp nước sạch nông thôn trong các quy hoạch có liên quan;
e) Tham gia ý kiến về phương án phát triển mạng lưới cấp nước sạch nông thôn, chương trình, đề án, dự án cấp nước sạch, thoát nước thải và xử lý nước thải nông thôn do các Bộ, ngành, địa phương quản lý.
10. Về bảo đảm an ninh nguồn nước:
a) Đầu mối, thường trực công tác bảo đảm an ninh nguồn nước và an toàn đập, hồ chứa nước thuộc phạm vi nhiệm vụ của Bộ;
b) Tham mưu trình cấp có thẩm quyền chỉ đạo tổ chức thực hiện các nhiệm vụ và giải pháp chủ yếu để bảo đảm an ninh nguồn nước và an toàn đập, hồ chứa nước theo quy định;
c) Chủ trì tổng hợp, xây dựng và tổ chức thực hiện kế hoạch về bảo đảm an ninh nguồn nước và an toàn đập, hồ chứa nước thuộc phạm vi nhiệm vụ của Bộ; đôn đốc các địa phương và cơ quan, đơn vị liên quan thực hiện công tác bảo đảm an ninh nguồn nước và an toàn đập, hồ chứa nước theo quy định;
d) Chủ trì tổng hợp, đánh giá, báo cáo tình hình thực hiện công tác bảo đảm an ninh nguồn nước và an toàn đập, hồ chứa nước; định kỳ sơ kết, tổng kết, báo cáo theo quy định.
11. Về truyền thông thủy lợi:
a) Xây dựng chương trình, kế hoạch, đề án, dự án, nhiệm vụ thông tin, truyền thông, giáo dục nâng cao kiến thức pháp luật, nhận thức của cộng đồng về thủy lợi, nước sạch nông thôn, bảo đảm an ninh nguồn nước và an toàn đập, chứa nước thuộc phạm vi quản lý của Cục theo quy định của pháp luật;
b) Hướng dẫn, kiểm tra, tổ chức thực hiện công tác thông tin, truyền thông, giáo dục nâng cao kiến thức pháp luật, nhận thức của cộng đồng về thủy lợi, nước sạch nông thôn, bảo đảm an ninh nguồn nước và an toàn đập, hồ chứa nước trong phạm vi quản lý theo quy định của pháp luật.
12. Cấp, cấp lại, gia hạn, điều chỉnh, đình chỉ, thu hồi giấy phép các hoạt động trong phạm vi bảo vệ công trình thủy lợi thuộc thẩm quyền của Bộ theo quy định của pháp luật.
13. Thực hiện nhiệm vụ quản lý dự án đầu tư xây dựng thủy lợi, nước sạch nông thôn theo phân công, phân cấp của Bộ trưởng và quy định của pháp luật. Thực hiện nhiệm vụ của cơ quan chuyên môn về xây dựng đối với dự án đầu tư xây dựng công trình thủy lợi, nước sạch nông thôn cụ thể theo phân công, phân cấp, ủy quyền của Bộ trưởng và quy định của pháp luật. Đề xuất chương trình, dự án và phối hợp xây dựng kế hoạch đầu tư công trung hạn và hàng năm của Bộ thuộc lĩnh vực quản lý của Cục.
14. Tổ chức thực hiện công tác thống kê và xây dựng, quản lý cơ sở dữ liệu về thủy lợi, nước sạch nông thôn, bảo đảm an ninh nguồn nước và an toàn đập, hồ chứa nước.
15. Thực hiện chuyển đổi số trong lĩnh vực thủy lợi, nước sạch nông thôn, bảo đảm an ninh nguồn nước và an toàn đập, hồ chứa nước theo quy định.
16. Tổ chức, phối hợp thực hiện nghiên cứu khoa học, thực hiện chuyển giao ứng dụng công nghệ, bảo vệ môi trường, thích ứng biến đổi khí hậu trong lĩnh vực thủy lợi, nước sạch nông thôn, an ninh nguồn nước và an toàn đập, hồ chứa nước theo phân công, phân cấp của Bộ trưởng.
17. Hướng dẫn, kiểm tra, tổ chức thực hiện các nhiệm vụ trong Chương trình mục tiêu quốc gia xây dựng nông thôn mới về lĩnh vực thủy lợi, nước sạch nông thôn theo phân công, phân cấp của Bộ trưởng.
18. Thực hiện nhiệm vụ hợp tác quốc tế, hội nhập kinh tế quốc tế và các chương trình, dự án, phi dự án sử dụng nguồn hỗ trợ, viện trợ của các chính phủ, cơ quan, tổ chức, cá nhân nước ngoài theo phân công, phân cấp của Bộ trưởng.
19. Tổ chức đào tạo, tập huấn, bồi dưỡng chuyên môn, nghiệp vụ cho người tham gia hoạt động thủy lợi, nước sạch nông thôn, bảo đảm an ninh nguồn nước và an toàn đập, hồ chứa nước theo quy định của pháp luật.
20. Thường trực công tác phân giới, cắm mốc biên giới Việt Nam- Trung Quốc, Việt Nam-Lào, Việt Nam-Campuchia; tham mưu các nội dung liên quan đến việc quản lý nguồn nước liên quốc gia, các sông suối khu vực biên giới phục vụ cho sản xuất, dân sinh thuộc phạm vi nhiệm vụ của Bộ theo phân công của Bộ trưởng.
21. Thực hiện nhiệm vụ cải cách hành chính theo chương trình, kế hoạch, đề án cải cách hành chính của Bộ và quy định của pháp luật.
22. Về quản lý tổ chức, hoạt động dịch vụ công:
a) Trình Bộ cơ chế, chính sách về cung ứng dịch vụ công; thực hiện xã hội hóa các hoạt động cung ứng dịch vụ công; định mức kinh tế - kỹ thuật, tiêu chí, tiêu chuẩn, cơ chế giám sát, đánh giá, kiểm định chất lượng và các quy định về dịch vụ sự nghiệp công thuộc phạm vi quản lý của Cục;
b) Hướng dẫn, kiểm tra các tổ chức thực hiện dịch vụ công trong ngành, lĩnh vực theo quy định của pháp luật.
23. Quản lý tổ chức bộ máy, danh mục vị trí việc làm, công chức, viên chức và người lao động theo quy định của pháp luật và phân cấp của Bộ trưởng. Thực hiện chế độ, chính sách, thi đua, khen thưởng, kỷ luật, đào tạo, bồi dưỡng chuyên môn, nghiệp vụ đối với công chức, viên chức, người lao động thuộc quyền quản lý của Cục theo quy định.
24. Hướng dẫn, kiểm tra đối với hoạt động của các hội trong lĩnh vực thuộc phạm vi quản lý của Cục; tham gia ý kiến về công nhận Ban vận động thành lập hội và Điều lệ hội thuộc chuyên ngành được giao quản lý theo quy định.
25. Thực hiện công tác thanh tra, kiểm tra chuyên ngành theo quy định của pháp luật; tiếp công dân; giải quyết khiếu nại, tố cáo; phòng, chống tham nhũng, tiêu cực và xử lý các hành vi vi phạm pháp luật; thực hành tiết kiệm, chống lãng phí theo thẩm quyền.
26. Quản lý tài chính, tài sản và các nguồn lực khác được giao; tổ chức quản lý việc thu, sử dụng phí, lệ phí thuộc phạm vi quản lý của Cục theo quy định của pháp luật.
27. Thực hiện nhiệm vụ khác theo quy định của pháp luật và phân công của Bộ trưởng.

## Lãnh đạo Cục[1]
- Cục trưởng: Nguyễn Tùng Phong
- Phó Cục trưởng:

1. Lương Văn Anh
2. Nguyễn Hồng Khanh

## Cơ cấu tổ chức[2]
(Theo Quyết định số 515/QĐ-BNN-TCCB ngày 10/2/2023 của Bộ trưởng Bộ Nông nghiệp và Phát triển nông thôn)

### Các đơn vị thực hiện chức năng quản lý nhà nước
- Văn phòng Cục
- Phòng Kế hoạch, Tài chính
- Phòng Pháp chế, Thanh tra
- Phòng An ninh nguồn nước và Hợp tác quốc tế
- Phòng Quản lý quy hoạch
- Phòng An toàn đập và hồ chứa nước
- Phòng Quản lý vận hành và tưới tiêu
- Phòng Bảo vệ công trình và chất lượng nước
- Phòng Kinh tế thủy lợi
- Phòng Quản lý nước sạch nông thôn
- Phòng Quản lý đầu tư và xây dựng

### Các đơn vị sự nghiệp
- Trung tâm Chính sách và kỹ thuật thủy lợi
- Trung tâm Quốc gia Nước sạch và Vệ sinh môi trường nông thôn